# Ламонт (Флорида)
Ламонт (енгл. Lamont) насељено је место без административног статуса у америчкој савезној држави Флорида.

## Демографија
По попису из 2010. године број становника је 178.
| Група             | 2000.    | 2010.       |
| Белци             | 0 (0,0%) | 66 (37,1%)  |
| Афроамериканци    | 0 (0,0%) | 104 (58,4%) |
| Азијати           | 0 (0,0%) | 3 (1,7%)    |
| Хиспаноамериканци | 0 (0,0%) | 3 (1,7%)    |
| Укупно            | 0        | 178         |